# Eva Karl Faltermeier

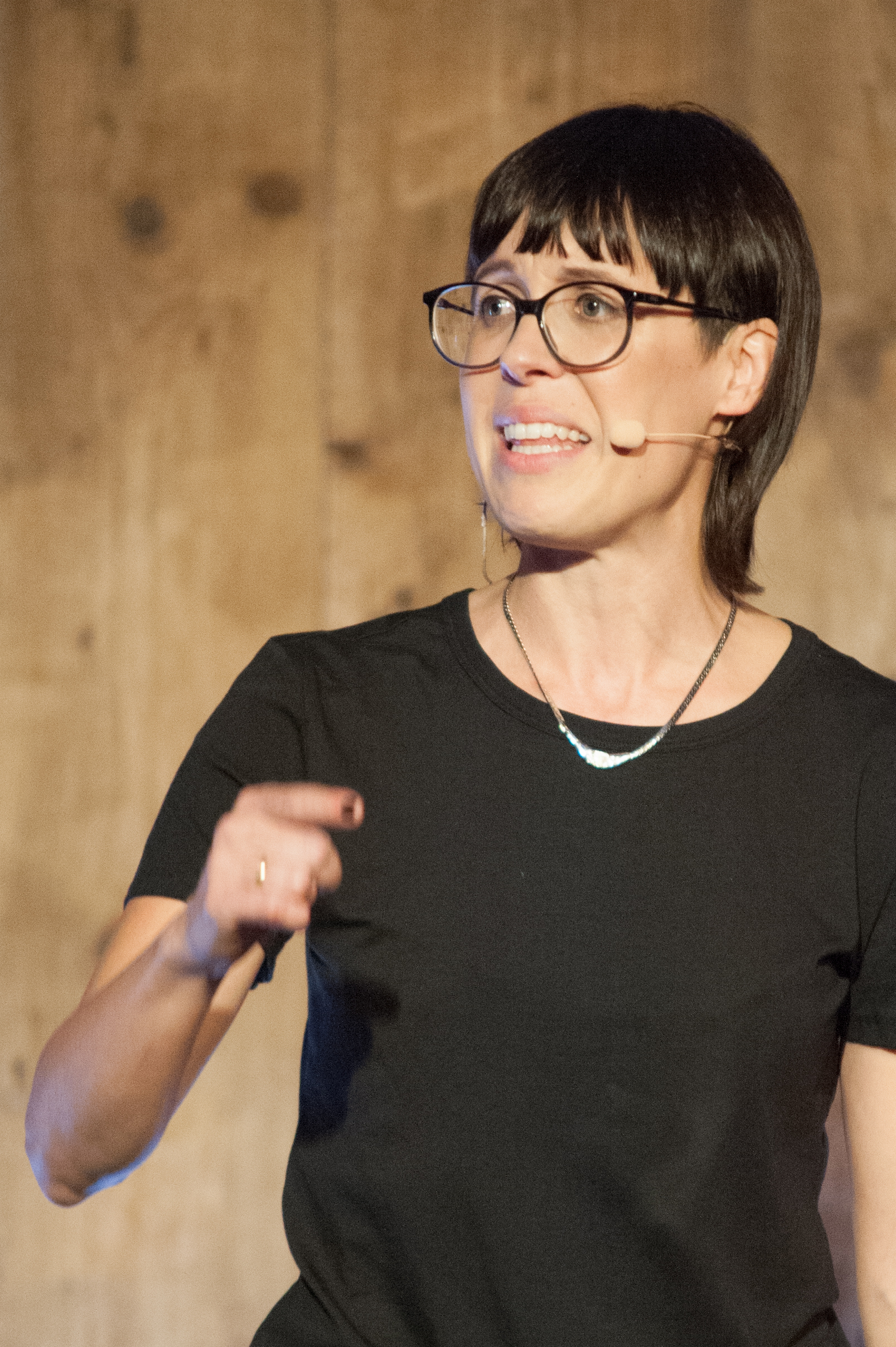
Eva Karl Faltermeier bei der Premiere ihres Bühnenprogramms „Es geht dahi“ (2019)

Eva Karl Faltermeier (eigentlich Eva Maria Karl-Faltermeier, * 22. Juni 1983 in Regensburg als Eva Maria Karl) ist eine bayerische Kabarettistin.

## Leben
Karl Faltermeier wuchs in Eichhofen zusammen mit zwei Brüdern auf. Ihr Abitur machte sie am Von-Müller-Gymnasium in Regensburg. Im Anschluss daran studierte sie Germanistik, Politikwissenschaften und Spanische Philologie an der Universität Regensburg und in Guanajuato, Mexiko. Im Hauptstudium spezialisierte sie sich auf bayerische Dialektforschung und Deutsch als Fremdsprache.
Nach dem Studium absolvierte Karl Faltermeier zunächst ein Volontariat bei der Donau-Post und beim Straubinger Tagblatt, wo sie später noch zwei weitere Jahre als Politik- und Wirtschaftsredakteurin arbeitete.
Sie war zunächst einige Jahre freiberuflich im Marketing tätig und arbeitete anschließend in der Pressestelle der Stadt Regensburg.
Karl Faltermeier ist außerdem Dozentin an der Akademie der Bayerischen Presse (ABP) in München und Kolumnistin bei der Abendzeitung (AZ) Landshut sowie bei der Radiosendung „Notizbuch“ von Bayern 2 (Der emanzipatorische Grant).
Karl Faltermeier war von 2007 bis 2009 zweite Vorsitzende des KunstvereinGRAZ e. V. in Regensburg und kuratierte in dieser Funktion einige Lesungen und Ausstellungen. Sie bekleidet das Ehrenamt als Kulturreferentin der Gemeinde Bernhardswald und schreibt den Blog des Regensburger Popkulturfestivals PUSH.
Seit 2018 hostet die Kabarettistin Karl Faltermeier den Podcast „Es lafft“.
2020 organisierte sie mit Susi Raith das Festival Gmahde Wiesn in Lehen bei Bernhardswald.
2021 veröffentlichte sie das Buch Der Grant der Frau. Geschichten einer unterschätzten Emotion, in dem sie verschiedene „grantige“ Situationen eines Frauenlebens aufarbeitet.
Karl Faltermeier ist Mutter einer Tochter und eines Sohns und lebt in der Nähe von Regensburg in der Oberpfalz.

## Wirken als Kabarettistin
2016 spielte Eva Karl Faltermeier (als Kabarettistin ohne Bindestrich im Namen) im Regensburger STATT-Theater mit dem Gruppenkabarett „Dreiviertelhack,“ zu dem auch immer wechselnde Gäste wie Maria Hafner, Verena Lohner und Melanie Rainer eingeladen wurden. Mit einer musikalischen Auskopplung aus dem Programm, der kabarettistischen Straßenband „Los Bavaros Nervicos“ spielten Tobias Ostermeier, Eva Karl Faltermeier, Martin Kubetz und Maria Hafner 2017 als Vorband von LaBrassBanda und im Herzkaschperlzelt auf der Oiden Wiesn.
Ab 2018 trat Karl Faltermeier in Mixed-Shows im Vereinsheim Schwabing München auf. Bei diversen meist regionalen Poetry Slams erzielte sie Achtungserfolge.
Ihr erstes Bühnenprogramm „Es geht dahi“ erarbeitete sie im selben Jahr als Solokünstlerin (Regie Franziska Wanninger). Die Lieder des Programmes begleitete sie selbst auf einer Autoharp. Die Arrangements der Lieder machte Maria Hafner.
Seit 2020 war Karl Faltermeier neben ihren Solo-Auftritten in verschiedenen Vorprogrammen anderer Künstler (u. a. Martin Frank und Charlotte Roche/ Lena Kupke) zu sehen. Sie wirkte in Fernseh-Shows mit wie bei Ringlstetter TV und ist die neue „Außenreporterin“ in der TV-Sendung SchleichFernsehen. Seit Januar 2023 hat sie im BR Fernsehen eine eigene Talksendung „Karlsplatz“.

## Programme
- 2019: Es geht dahi
- 2021: Elternabend Endgame
- 2022: Taxi. Uhr läuft

## Bücher
- 2021: Der Grant der Frau. Geschichten einer unterschätzen Emotion. Regenstauf 2021.[9]
- 2023: Mama fatale: Bekenntnisse einer Erziehungsberechtigten | Verdammt lustige und absurde Geschichten aus dem Alltag einer unperfekten Mutter. dtv 2023

## Auszeichnungen
- 2020: Kulturförderpreis der Stadt Regensburg für ihre besonderen Leistungen in den Bereichen Poetry Slam und Kabarett.[20][21]
- 2021: Bayerischer Kabarettpreis Senkrechtstarter-Preis[22]
- 2021: Kulturpreis des Bezirks Oberpfalz für ihren Podcast „Es lafft“[23]
- 2021: Hessischer Kabarettpreis (Förderpreis)[24]
- 2021: Prix Pantheon „Frühreif und Verdorben“ (Jurypreis)[25]
- 2022: Stuttgarter Besen (Silberner Besen)[26]
- 2022: Das große Kleinkunstfestival (Publikumspreis)[27]
- 2023: Thüringer Kleinkunstpreis[28]
- 2023: Der Schauer[29]
- 2024: Bayerischer Verfassungsorden[30]